# Флора Кіпру
Флора Кіпру (введені або місцеві рослини) налічує кілька тисяч ботанічних видів. Природним формуванням рослин Кіпру є макі, що складається з чагарників і невисоких дерев (наприклад, дуби). На рівнині Месаорія є степи, де зустрічаються, серед іншого, Pinus halepensis, Cupressus, Quercus alnifolia. У гірських районах острова (понад 1000 м над рівнем моря) серед інших, ростуть Pinus nigra й ендемічний Cedrus brevifolia. Серед рослин, які були введені й адаптувалися до умов Кіпру є Ailanthus, Parkinsonia, Dodonaea. Серед культурних рослин домінують фрукти, виноград, цитрусові, горіхи, мигдаль, інжир, оливки. 

## Ліси
Лісова рослинність на державних і приватних земель охоплює близько 42% від загальної площі острова з них ліси займають близько 13% території острова. Ліси Кіпру є важливим національним ресурсом. Вони забезпечують деревину та інші продукти й роблять значний внесок у красу пейзажу, збереження національної спадщини, охорону водних запасів, а також роблять свій внесок в економічний розвиток сільських громад. Ліси також приваблюють туристів із зарубіжних країн, таким чином, роблячи внесок у національну економіку. Деревами-пам'ятниками природи, як правило, є дерева великих розмірів, або столітні дерева. Зареєстровано понад 200 багаторічних дерев, хоча пошук інших продовжується. Департамент лісового господарства застосовує програму для збереження вікових дерев.

## Ендеміки та загрози ендемічним рослинам
Найбільш важливими ендемічними рослинами є Bosea cypria, Cedrus brevifolia, Tulipa cypria, Crocus cyprius, Crocus hartmannianus, Quercus alnifolia і багато інших. Загалом, ендемічні рослини складають приблизно 7,5% флори Кіпру. Виживання багатьох з ендеміків знаходиться під безпосередньою загрозою через зовнішній, антропогенний тиск. Протягом останніх років, цей тиск був більш інтенсивним, зокрема, через такі фактори як зміни в сільському господарстві (інтенсивне використання пестицидів і добрив), швидке зростання туристичної діяльності, розширення гірської дорожньої мережі, урбанізація великих природних територій, розвиток різних видів діяльності в межах природних територій (діяльність військових, розробка кар'єрів, поля для гольфу тощо), введення немісцевих видів і зміни клімату.

## Червона книга флори Кіпру
До Червоної книги флори Кіпру (2007) внесено 328 видів (з них 45 — ендеміки), ґрунтуючись на критеріях, встановлених Міжнародним союзом охорони природи (МСОП) 23 таксонів — регіонально вимерлі (RE), 46 — зникаючі (CR), 64 — під загрозою зникнення (EN), 128 — уразливі (VU), 45 — недостатньо даних (DD), 15 — поруч із загрозою зникнення (NT). Кіпр, як один із держав-членів Європейського союзу, бере участь в розробці та здійсненні європейського законодавства щодо охорони та збереження навколишнього природного середовища держав-членів.

## Родини судинних рослин Кіпру
- Насінні (Spermatophyta): Acanthaceae, Adoxaceae, Aizoaceae, Alismataceae, Altingiaceae, Amaranthaceae, Amaryllidaceae, Anacardiaceae, Apiaceae, Apocynaceae, Araceae, Araliaceae, Arecaceae, Aristolochiaceae, Asparagaceae, Asteraceae, Basellaceae, Berberidaceae, Betulaceae, Boraginaceae, Brassicaceae, Cactaceae, Campanulaceae, Cannabaceae, Capparaceae, Caprifoliaceae, Caryophyllaceae, Casuarinaceae, Chenopodiaceae, Cistaceae, Cleomaceae, Colchicaceae, Convolvulaceae, Crassulaceae, Cucurbitaceae, Cupressaceae, Cymodoceaceae, Cyperaceae, Cytinaceae, Datiscaceae, Dioscoreaceae, Dipsacaceae, Elaeagnaceae, Elatinaceae, Ephedraceae, Ericaceae, Euphorbiaceae, Fabaceae, Fagaceae, Frankeniaceae, Gentianaceae, Geraniaceae, Haloragaceae, Hydrocharitaceae, Hypericaceae, Iridaceae, Juglandaceae, Juncaceae, Juncaginaceae, Lamiaceae, Lauraceae, Lentibulariaceae, Liliaceae, Linaceae, Lythraceae, Malvaceae, Martyniaceae, Meliaceae, Molluginaceae, Moraceae, Myrtaceae, Neuradaceae, Nitrariaceae, Nyctaginaceae, Oleaceae, Onagraceae, Orchidaceae, Orobanchaceae, Oxalidaceae, Paeoniaceae, Papaveraceae, Passifloraceae, Pedaliaceae, Phytolaccaceae, Pinaceae, Plantaginaceae, Platanaceae, Plumbaginaceae, Poaceae, Polygalaceae, Polygonaceae, Portulacaceae, Posidoniaceae, Potamogetonaceae, Primulaceae, Ranunculaceae, Resedaceae, Rhamnaceae, Rosaceae, Rubiaceae, Ruppiaceae, Rutaceae, Salicaceae, Santalaceae, Sapindaceae, Saxifragaceae, Scrophulariaceae, Simaroubaceae, Smilacaceae, Solanaceae, Styracaceae, Tamaricaceae, Thymelaeaceae, Typhaceae, Ulmaceae, Urticaceae, Valerianoideae, Verbenaceae, Violaceae, Vitaceae, Xanthorrhoeaceae, Zygophyllaceae.
- Папоротеподібні (Pteridophyta): Aspleniaceae, Cystopteridaceae, Dennstaedtiaceae, Dryopteridaceae, Equisetaceae, Marsileaceae, Ophioglossaceae, Polypodiaceae, Pteridaceae, Selaginellaceae.

## Галерея

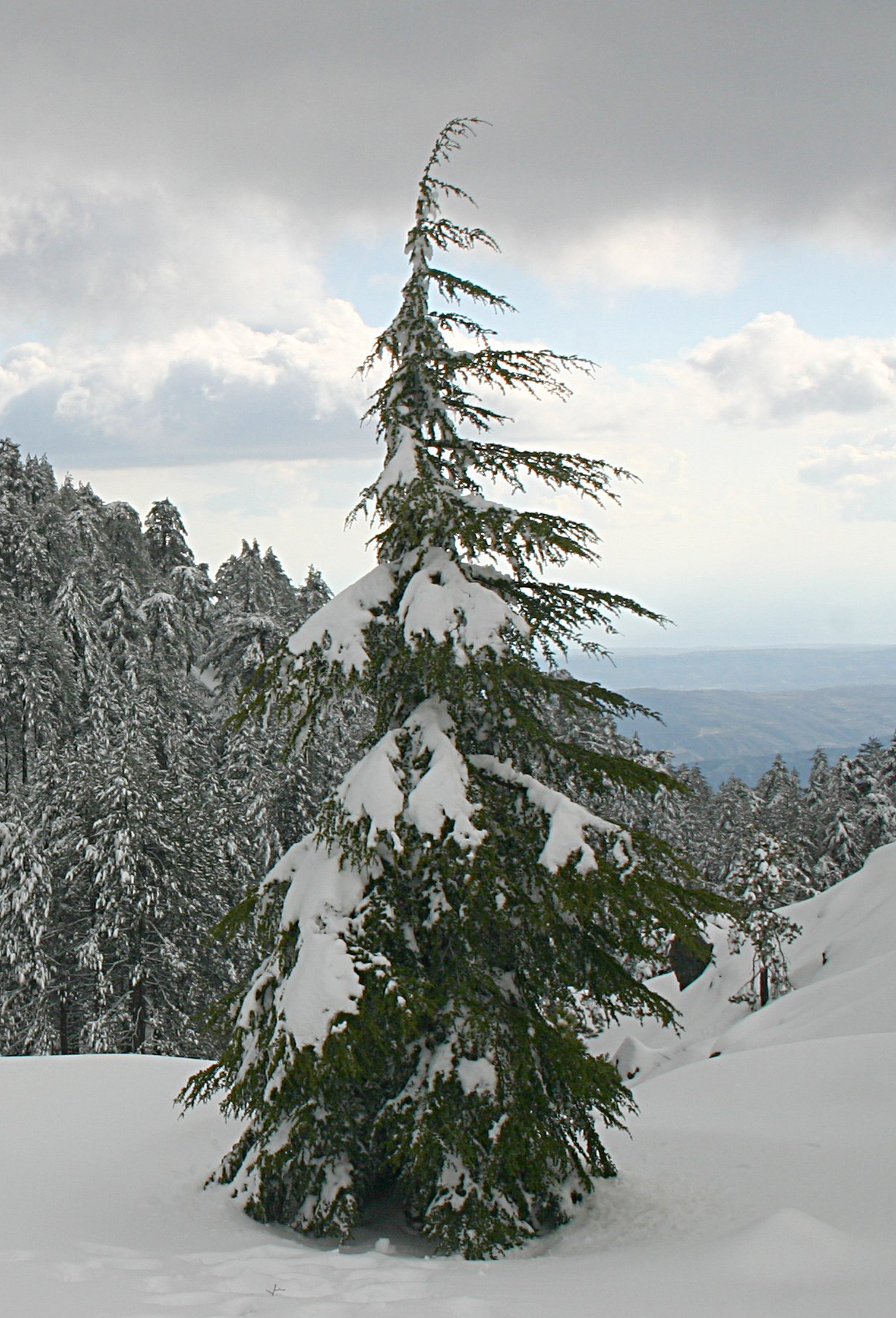
Cedrus brevifolia
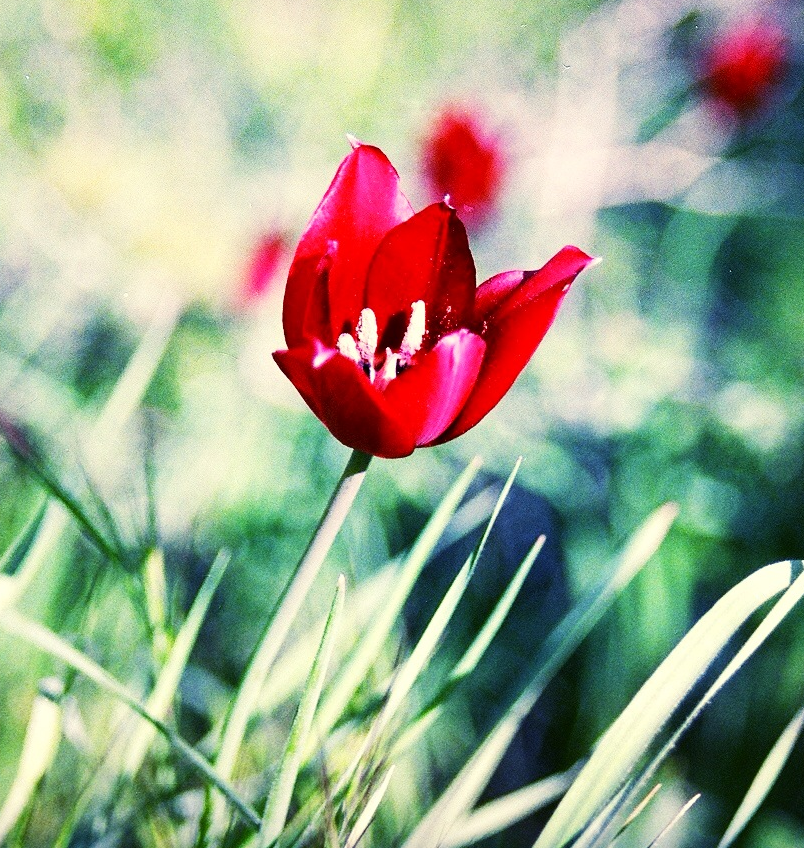
Tulipa cypria
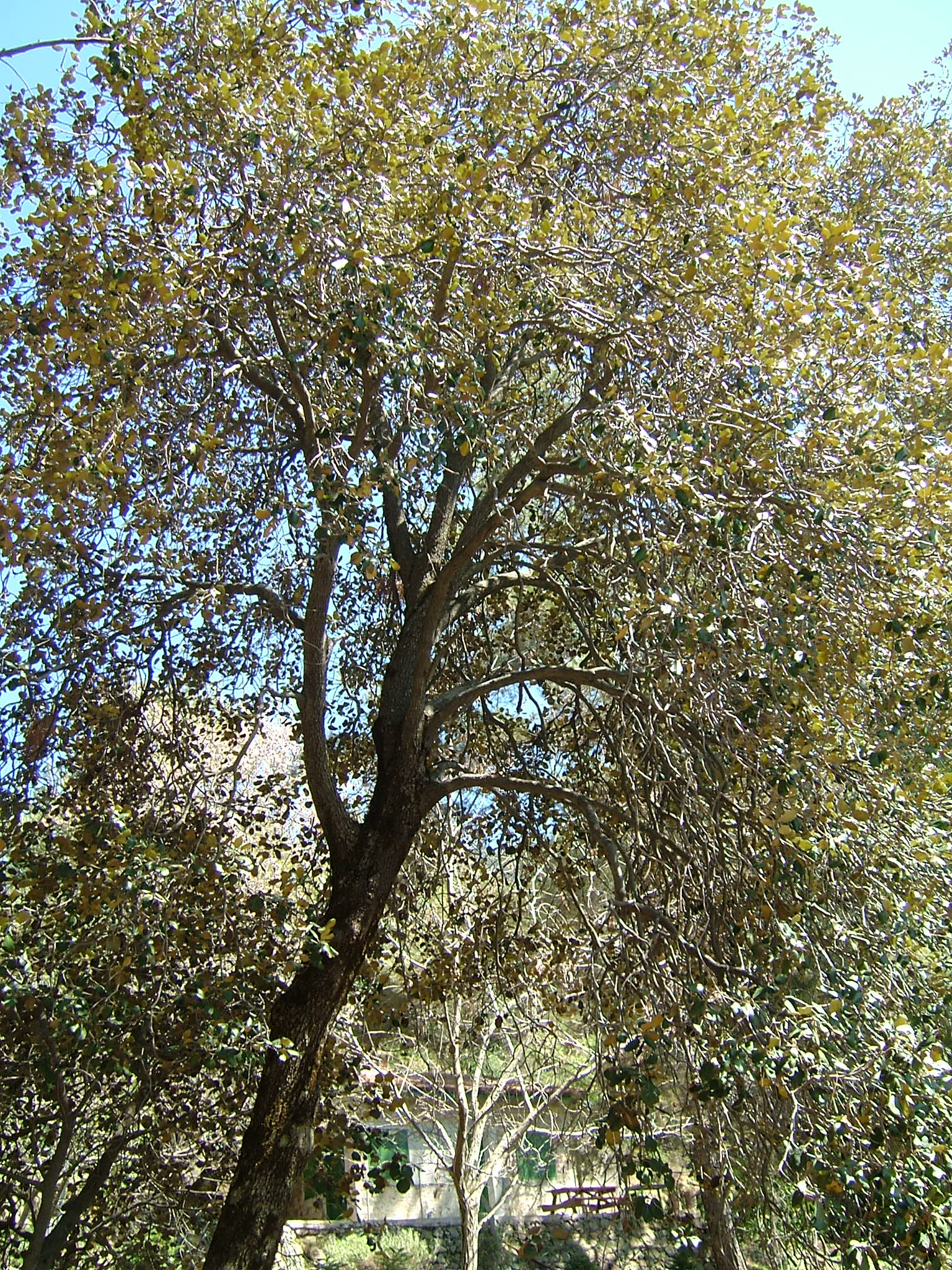
Quercus alnifolia
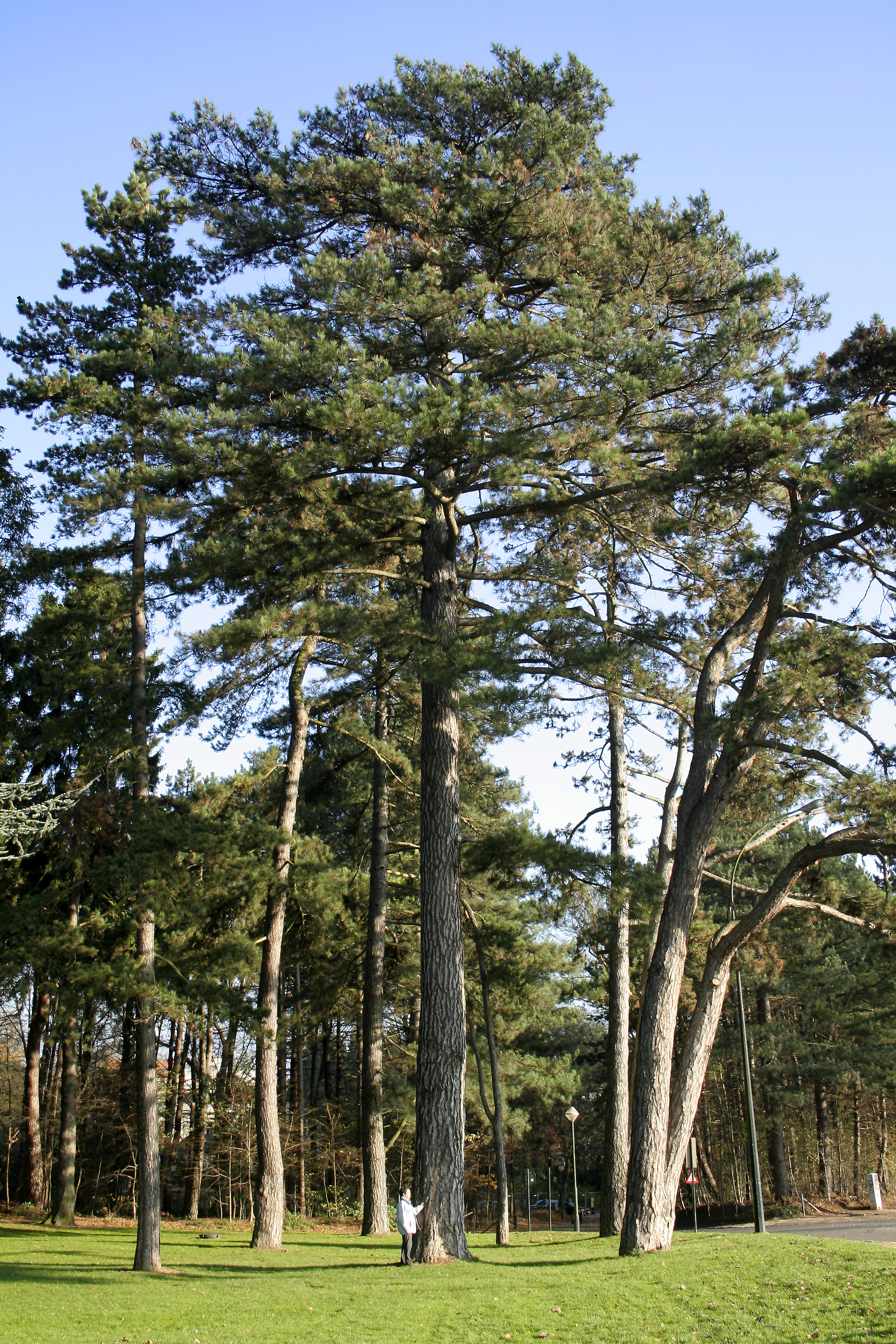
Pinus nigra